# 鉅野嘉祥戰鬥
鉅野嘉祥戰鬥發生於1928年4月8日－4月15日，交戰地點則是在中國魯南，是中華民國北洋政府時期的戰鬥之一。鉅野嘉祥戰鬥的交戰雙方，一方為國民革命軍，另一方北洋支持孫傳芳的直系魯軍。交戰過後，國民革命軍奪取鉅野縣及嘉祥縣兩縣。

## 參看
- 中華民國北洋政府時期內戰戰鬥列表